# 神殿を浄めるキリスト (ロンドン)
『神殿を浄めるキリスト』（しんでんをきよめるキリスト、西: La Purificacion del templo、英: The Purification of the Temple）、または『神殿から商人たちを追放するキリスト』（西: La expulsión de los mercaderes 、英: Christ Driving the Money Changers from the Temple）は、ギリシャ・クレタ島出身であるマニエリスム期のスペインの巨匠エル・グレコが1600年ごろにキャンバス上に油彩で制作した『新約聖書』主題の作品である。画家は、いろいろな主題をいくつかのヴァージョンで制作しているが、「神殿を浄めるキリスト」もそうした主題の1つである。作品はロンドンにあるナショナル・ギャラリーに所蔵されている。

## 主題
本作の主題である「神殿を浄めるキリスト」のエピソードは『新約聖書」中の「マタイによる福音書」、「マルコによる福音書」、「ヨハネによる福音書」に記述されている。「ヨハネによる福音書」(3章13-16) にはもっとも詳しく以下のように記述されている。「ユダヤ人の過越の祭が近づき、イエスはエルサレムにのぼられた。そして、宮の中に、牛や羊や鳩を売る者たちと両替人たちがすわっているのをご覧になり、細なわでむちを作って、羊も牛もみな、宮から追い出し、両替人の金を散らし、その台を倒し、また、鳩を売る者に言われた。『それをここから持って行け。わたしの家を商売の家としてはならない』」。エル・グレコはこの主題を少なくともイタリア時代に2点 (ミネアポリス美術館とワシントン・ナショナル・ギャラリー所蔵の作品)、そしてスペインに渡ってから4点 (本作、フリック・コレクション、サンヒネス聖堂 ≪マドリード≫、バレス=フィサ・コレクション所蔵) 描いている。

## 背景
エル・グレコが「神殿を浄めるキリスト」の主題に取り組むようになったのは、1570年にローマに移住した際に庇護を受けたアレッサンドロ・ファルネーゼ枢機卿の美術保護政策の理論的支柱をなしていたジョヴァンニ・アンドレア・ジリオの主張に共鳴したからではないかといわれている。画家たるものは、キリスト教の教義の神髄およびキリスト教の歴史の中でも鍵となる重要な出来事を明瞭かつ理論的に正確に、そして感動を呼びおこすのに効果的な方法で描くべきだと言うのがジリオの主張であった。「神殿を浄めるキリスト」の主題はまた、カトリック教会浄化の象徴として対抗宗教改革の時代にしばしば絵画に取れ入れられたものである。1614年にエル・グレコが死去した際の遺産目録には4点の『神殿を浄めるキリスト』が記されているが、これらが現存する作品と一致するかはともかくとして、この主題が画家にとって特別な意味を持っていたことを示している。

## 解説
本作は、フリック・コレクション所蔵の同主題作とほぼ同じ時期に制作されたと見られ、図像的にも共通している。ミネアポリス美術館の同主題作と比べると、建築的な要素が単純化され、段差のあった床を取り除くことで空間を明確化している。その一方で、人物群を前景に引き出して主題を強調している。ミネアポリスの作品ともっとも違うのは場面の上部を飾る建築のレリーフである。レリーフは旧約聖書に記述されているアダムとエバの「楽園追放」 (左側) と「イサクの犠牲」(右側) を表しており、ともに新約聖書の対応する出来事の原型と見なされる。「楽園追放」は神の怒りを象徴し、本作の主題である「処罰」の予知で、「イサクの犠牲」はキリストの犠牲による「贖罪」の予知である。
本作は、この主題につきものの鳩や散らばった金貨を省略し、厳粛に描かれている。これは、プロテスタントや異端を駆逐する対抗宗教改革の象徴とも見なされ、エル・グレコの図像解釈は対抗宗教改革の路線にそって一歩深まっていると考えることができる。
エル・グレコは個々の人物の身体をイタリア・ルネサンスの巨匠たちの銅版画から取っており、全体の構図はミケランジェロの素描から借用している。しかし、この作品は非常に個性的である。身体を引き伸ばされたキリストは構図の中央に置かれ、際立っている。それはキリストの衣服に画面で唯一の深紅が用いられ、加えてもっとも明るいハイライトと暗い影がキリストの身体に集まっているからである。その他の人物たちは、キリストの動きに促されて周囲を循環しているようで、上から見ればキリストは楕円状の車輪の中心にいるかのように描かれている。色彩的には、鮮やかな青、黄色がさまざまな組み合わせと混ざり具合で繰り返し使われ、その背景には灰色が全体に広がっている。画家ブリジット・ライリーによれば、それによって人物の肌の色と建築物の石の色が溶け合っているのである。

## 同主題作

『神殿を浄めるキリスト』1568年ごろ、ナショナル・ギャラリー (ワシントン)
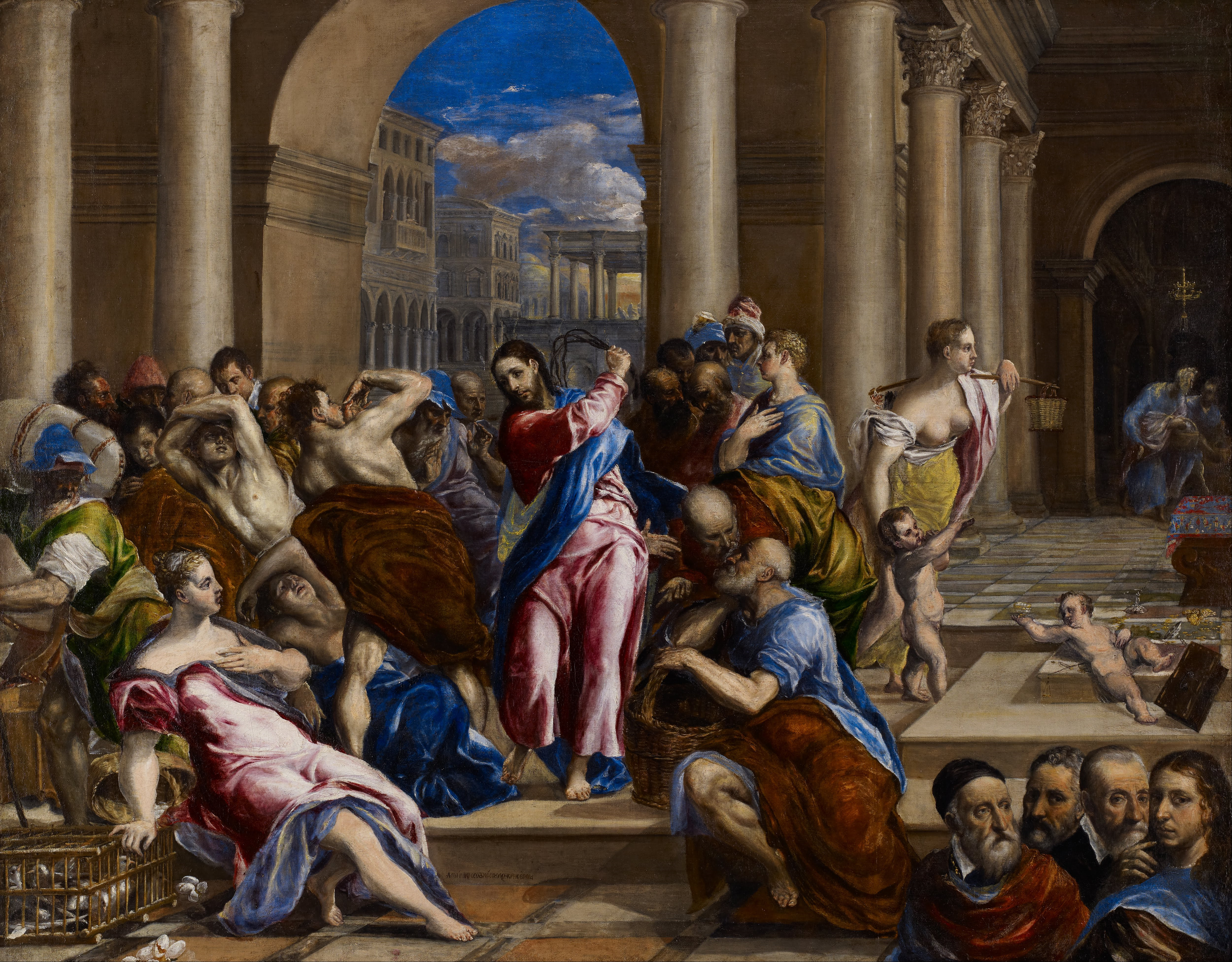
『神殿を浄めるキリスト』1570-1575年ごろ、 ミネアポリス美術館
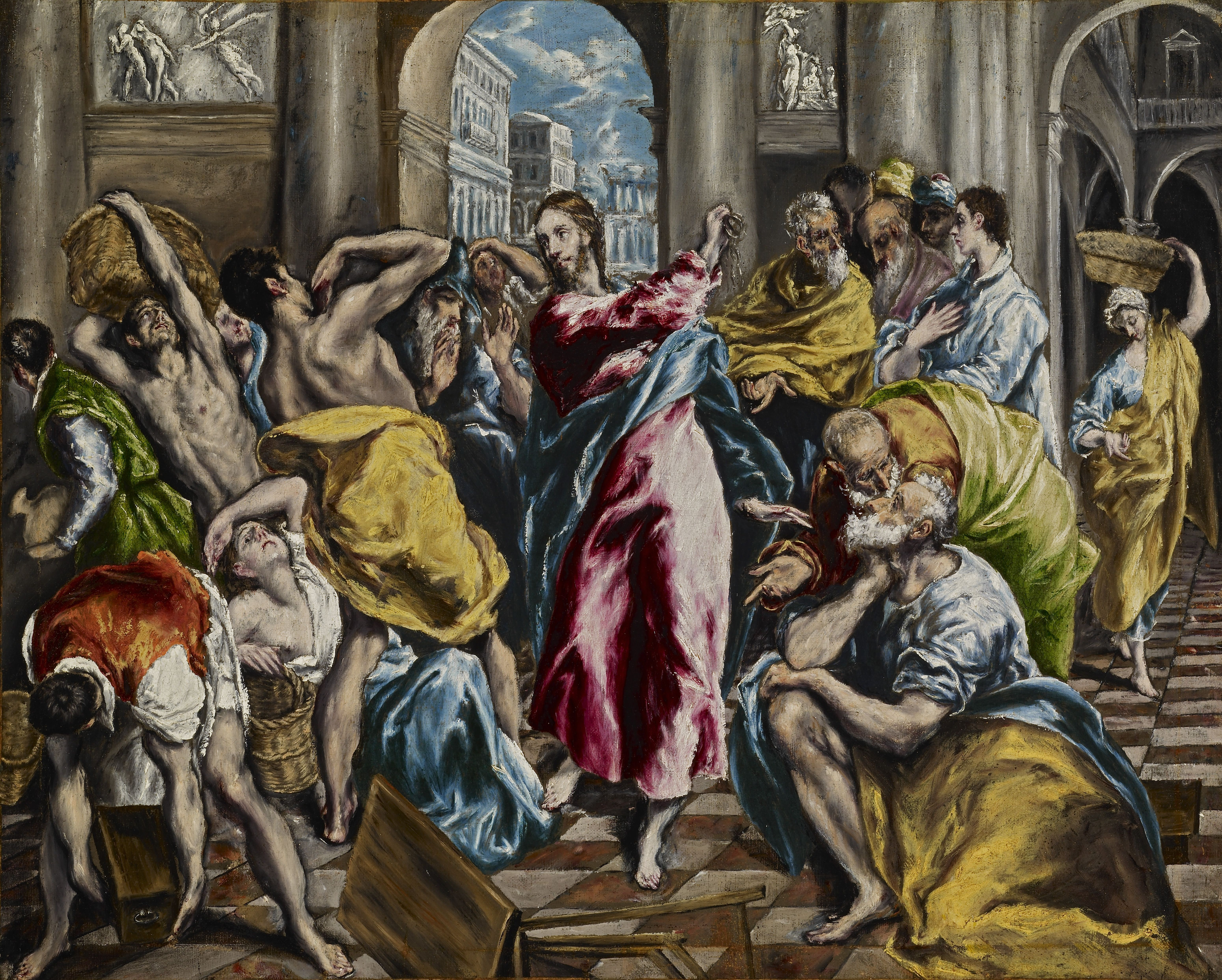
『神殿を浄めるキリスト』1595-1600年ごろ、フリック・コレクション (ニューヨーク)
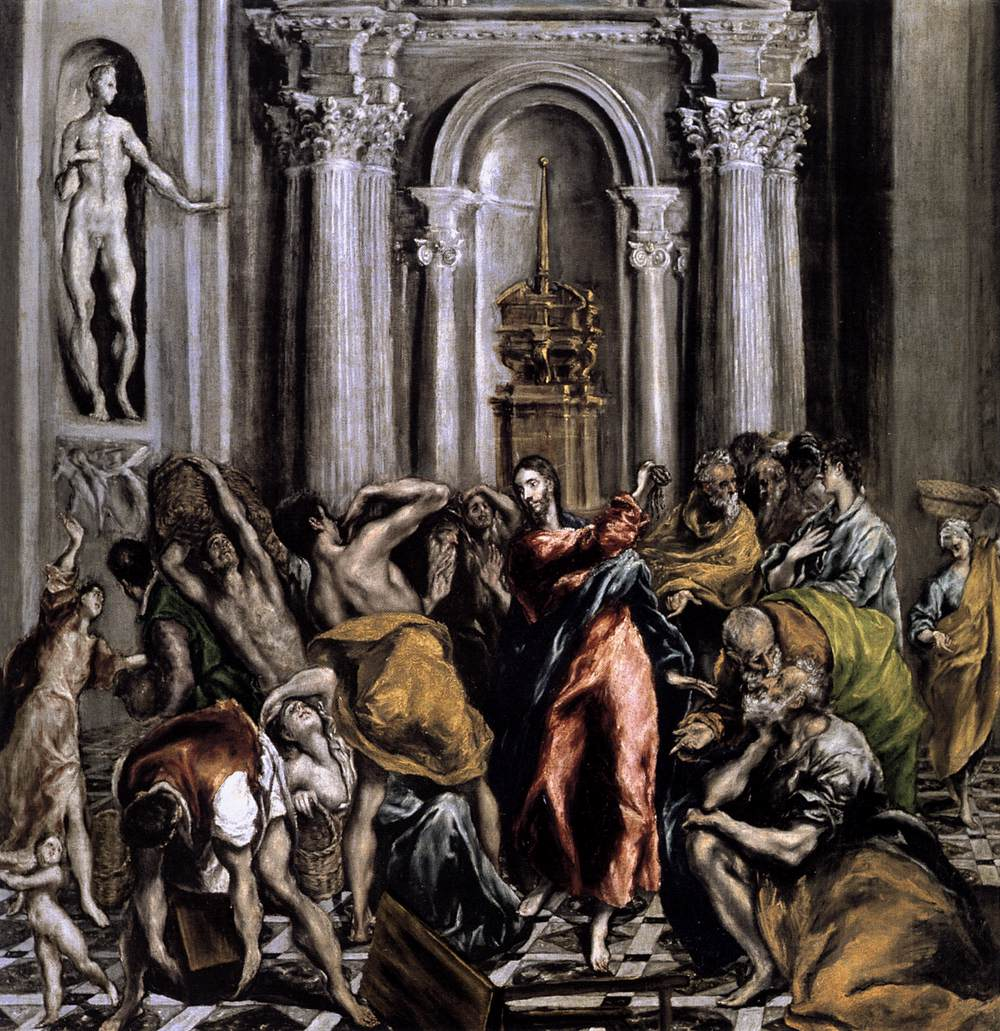
『神殿を浄めるキリスト』1610-1614年ごろ、サンヒネス聖堂（英語版） (マドリード)